# Wallenia crassifolia
Wallenia crassifolia är en viveväxtart som beskrevs av Carl Christian Mez. Wallenia crassifolia ingår i släktet Wallenia och familjen viveväxter. Inga underarter finns listade i Catalogue of Life.